# Islas Chincha

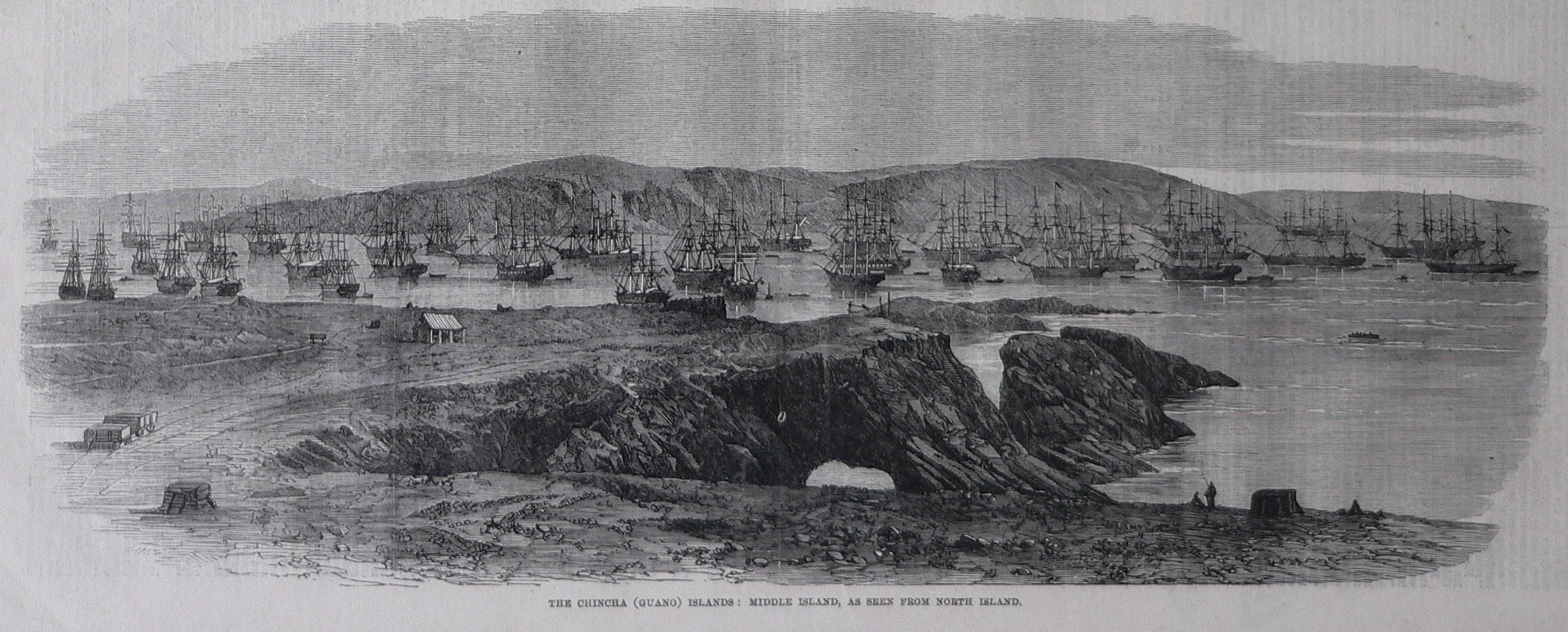
Islas guaneras en Chincha, Perú, 21 de febrero de 1863.

Las Islas Chincha son un grupo de tres pequeñas islas situadas a 21 kilómetros de la costa del sudoeste del Perú, país al cual pertenecen, cerca de la ciudad de Pisco aunque las islas están dentro de la jurisdicción del Distrito de Tambo de Mora en la Provincia de Chincha, Departamento de Ica.
Su principal interés estribaba en sus extensos depósitos de guano, los cuales, no obstante, fueron agotados antes de 1874.
La Isla Chincha Norte tiene 1,3 km de largo y 0,5 km de ancho, con una altura máxima de 34 m y una superficie de 0,36 km². La  Isla Chincha Centro tiene 0,40 km² y la Chincha Sur tiene 0,16 km².
Las islas se componen fundamentalmente de granito, y sus costas son acantilados, sobre los que anidan una gran cantidad de aves marinas.
Las islas fueron el hogar de los chincha, pero solamente algunos restos pueden encontrarse hoy en día. 
Perú comenzó la exportación del guano en 1840 a Liverpool y a Estados Unidos en 1845.
El 14 de abril de 1864, una escuadra española ocupó las islas hasta el 10 de mayo de 1866, durante el conflicto diplomático que desembocaría en la guerra hispano-sudamericana (1865-1866).: 237 : 120 

## Bibliogrâfia
- Parodi Revoredo, Daniel; Gonzáles Miranda, Sergio; Gonzáles Pizarro, José Antonio (2013).  Universidad Arturo Prat, ed. España y su intervención en América del Sur: La alianza peruano-chilena y la guerra contra España 1864-1866. Las historias que nos unen. Santiago de Chile: RiL. ISBN 978-956-01-0049-8.
- Barros van Buren, Mario (1958). Historia Diplomática de Chile (1541-1938). Santiago de Chile: Editorial Andrés Bello.